# Melody Amber
Das Amber Turnier (offiziell: Amber Blindfold and Rapid tournament, zuvor: Melody Amber) war ein Schachturnier, in dem die Teilnehmer, die gewöhnlich zur Weltspitze gehörten, ausschließlich durch Einladung bestimmt wurden. Das Turnier wurde 1992 begründet und bis 2011 jährlich von dem niederländischen zweimaligen Fernschachweltmeister, Unternehmer und Karambolage- und Schachmäzen Joop van Oosterom gesponsert. Es ist nach seiner ersten Tochter benannt, seiner zweiten Tochter widmete er das Crystal Kelly Turnier, ein ebenso hoch dotiertes wie angesehenes Karambolageturnier in der Disziplin Dreiband. Es fand von 1994 bis 2011 statt.
Die Kontrahenten beim Melody Amber traten dabei in zwei Disziplinen gegeneinander an: bei der ersten Austragung im Schnellschach und im Blitzschach, ab der zweiten Auflage 1993 war die zweite Disziplin eine Schnellvariante des Blindschachs.
Von 1992, dem Geburtsjahr der namensgebenden Tochter, bis 2007 fand es jährlich in einem Luxushotel in Monte Carlo und meist in der zweiten Hälfte des März statt. 2008 bis 2010 fand das Turnier im Hotel Palais de la Mediterranee in Nizza statt. Die 20. und letzte Auflage des Turniers wurde wieder in Monaco im Monte-Carlo Bay Hotel & Resort ausgetragen. Gesamtsieger des Turniers war der Spieler mit den meisten Punkten aus beiden Disziplinen; daneben gab es auch für die Sieger der einzelnen Disziplinen Preisgeldhonorare.
Pro Tag wurden jeweils eine Schnellschach- und eine Blindschachpartie gespielt, und zwar gegen denselben Gegner mit vertauschten Farben. Nicht nur die Schnellschach-, auch die Blindpartien wurden im Schnellschachmodus absolviert; jedem Spieler standen pro Partie 25 Minuten plus für jeden gemachten Zug 10 Sekunden Zeitgutschrift beim Schnellschach bzw. 20 Sekunden Zeitgutschrift beim Blindschach zur Verfügung.
Während 1993 und 1994 zuerst die Schnellschach- und anschließend die Blindpartie ausgetragen wurde, wurde – wegen der mit einer hohen Fehlerquote beim Blindschach einhergehenden Ermüdung – seit 1995 in der umgekehrten Reihenfolge gespielt.
Als ein Schnell- und Blindschachturnier wurde es von der FIDE nicht für die Elo-Zahl der Weltrangliste ausgewertet.
Der erfolgreichste Spieler beim Amber Turnier war Wladimir Kramnik, der das Turnier sechsmal gewinnen konnte.

## Turniersieger
| #  | Jahr | Gesamtsieger                              | Schnellschachsieger                           | Blindschachsieger                                                         |
| -- | ---- | ----------------------------------------- | --------------------------------------------- | ------------------------------------------------------------------------- |
| 1  | 1992 | Wassyl Iwantschuk                         |                                               | (ohne Blindschach)                                                        |
| 2  | 1993 | Ljubomir Ljubojević                       | Ljubomir Ljubojević                           | Viswanathan Anand, Anatoli Karpow                                         |
| 3  | 1994 | Viswanathan Anand                         | Viswanathan Anand, Wladimir Kramnik           | Viswanathan Anand                                                         |
| 4  | 1995 | Anatoli Karpow                            | Wladimir Kramnik                              | Anatoli Karpow                                                            |
| 5  | 1996 | Wladimir Kramnik                          | Viswanathan Anand, Wassyl Iwantschuk          | Wladimir Kramnik                                                          |
| 6  | 1997 | Viswanathan Anand                         |                                               |                                                                           |
| 7  | 1998 | Alexei Schirow, Wladimir Kramnik          |                                               |                                                                           |
| 8  | 1999 | Wladimir Kramnik                          | Viswanathan Anand                             | Alexei Schirow, Wesselin Topalow, Vladimir Kramnik                        |
| 9  | 2000 | Alexei Schirow                            |                                               |                                                                           |
| 10 | 2001 | Wesselin Topalow, Wladimir Kramnik        | Boris Gelfand, Vladimir Kramnik               | Wesselin Topalow                                                          |
| 11 | 2002 | Alexander Morosewitsch                    |                                               |                                                                           |
| 12 | 2003 | Viswanathan Anand                         | Jewgeni Barejew                               | Wladimir Kramnik                                                          |
| 13 | 2004 | Alexander Morosewitsch, Wladimir Kramnik  |                                               |                                                                           |
| 14 | 2005 | Viswanathan Anand                         |                                               |                                                                           |
| 15 | 2006 | Viswanathan Anand, Alexander Morosewitsch | Viswanathan Anand                             | Alexander Morosewitsch                                                    |
| 16 | 2007 | Wladimir Kramnik                          | Viswanathan Anand                             | Wladimir Kramnik                                                          |
| 17 | 2008 | Lewon Aronjan                             | Lewon Aronjan                                 | Wladimir Kramnik, Lewon Aronjan, Alexander Morosewitsch, Wesselin Topalow |
| 18 | 2009 | Lewon Aronjan                             | Viswanathan Anand, Gata Kamsky, Lewon Aronjan | Wladimir Kramnik, Magnus Carlsen, Lewon Aronjan                           |
| 19 | 2010 | Magnus Carlsen, Wassyl Iwantschuk         | Magnus Carlsen, Wassyl Iwantschuk             | Alexander Grischtschuk                                                    |
| 20 | 2011 | Lewon Aronjan                             | Magnus Carlsen                                | Lewon Aronjan                                                             |

## Teilnehmerlisten

### 9. Amber 2000
ausgetragen vom 16. bis 28. März 2000
- Anatoli Karpow
- Alexei Schirow, Schnellschach- und Gesamtsieger
- Wassyl Iwantschuk
- Boris Gelfand
- Wesselin Topalow
- Wladimir Kramnik, Blindschachsieger
- Jeroen Piket
- Loek van Wely
- Ljubomir Ljubojević
- Viswanathan Anand
- Predrag Nikolić
- Joël Lautier

### 10. Amber 2001
ausgetragen vom 17. bis 29. März 2001
- Alexei Schirow
- Péter Lékó
- Wassyl Iwantschuk
- Boris Gelfand, geteilter Schnellschachsieger
- Wesselin Topalow, Blindschach- und geteilter Gesamtsieger
- Wladimir Kramnik, geteilter Schnellschach- und geteilter Gesamtsieger
- Zoltán Almási
- Jeroen Piket
- Loek van Wely
- Ljubomir Ljubojević
- Viswanathan Anand
- Anatoli Karpow

### 11. Amber 2002
ausgetragen vom 16. bis 28. März 2002
- Alexander Morosewitsch, Blindschachsieger und Gesamtsieger
- Alexei Schirow
- Péter Lékó
- Wassyl Iwantschuk
- Boris Gelfand, Schnellschachsieger
- Wesselin Topalow
- Jewgeni Barejew
- Wladimir Kramnik
- Zoltán Almási
- Jeroen Piket
- Loek van Wely
- Ljubomir Ljubojević

### 12. Amber 2003
ausgetragen vom 15. bis 27. März 2003
- Viswanathan Anand, Gesamtsieger
- Alexander Morosewitsch
- Alexei Schirow
- Péter Lékó
- Wassyl Iwantschuk
- Boris Gelfand
- Wesselin Topalow
- Jewgeni Barejew, Schnellschachsieger
- Wladimir Kramnik, Blindschachsieger
- Zoltán Almási
- Loek van Wely
- Ljubomir Ljubojević

### 13. Amber 2004
ausgetragen vom 20. März bis 1. April 2004
Preisfonds: € 193.250
- Viswanathan Anand
- Evgeny Bareev
- Boris Gelfand
- Wassyl Iwantschuk
- Wladimir Kramnik, geteilter Gesamt-, Schnell- und Blindschachsieger
- Péter Lékó
- Alexander Morosewitsch, geteilter Gesamt-, Schnell- und Blindschachsieger
- Alexei Shirov
- Peter Swidler
- Wesselin Topalow
- Francisco Vallejo Pons
- Loek Van Wely

### 14. Amber 2005
ausgetragen vom 19. März bis 31. März
Preisfonds: € 193.250
- Viswanathan Anand, Gesamt-, Blind- und Schnellschachsieger
- Evgeny Bareev
- Boris Gelfand
- Wassyl Iwantschuk
- Wladimir Kramnik
- Péter Lékó
- Alexander Morosewitsch
- Alexei Shirov
- Peter Swidler
- Wesselin Topalow
- Francisco Vallejo Pons
- Loek Van Wely

### 15. Amber 2006
(damalige Weltranglistenposition in Klammern)
- Wesselin Topalow (2)
- Viswanathan Anand (3), Schnellschachsieger und geteilter Gesamtsieger
- Peter Swidler (4)
- Lewon Aronjan (5)
- Péter Lékó (7)
- Wassyl Iwantschuk (8)
- Boris Gelfand (9)
- Alexander Morosewitsch (11), Blindschachsieger und geteilter Gesamtsieger
- Alexander Grischtschuk (12)
- Francisco Vallejo Pons (54)
- Wladimir Kramnik (59)
- Peter Heine Nielsen (66)

### 16. Amber 2007
(damalige Weltranglistenposition in Klammern)
- Viswanathan Anand (2), Schnellschachsieger und Gesamtzweiter
- Wladimir Kramnik (3), Blindschachsieger und Gesamtsieger
- Wassyl Iwantschuk (5)
- Péter Lékó (6)
- Lewon Aronjan (7)
- Alexander Morosewitsch (8)
- Boris Gelfand (10)
- Teymur Rəcəbov (11)
- Peter Swidler (12)
- Magnus Carlsen (24)
- Loek van Wely (26)
- Francisco Vallejo Pons (29)

### 17. Amber 2008
ausgetragen vom 15. bis 27. März 2008
(damalige Weltranglistenposition in Klammern)
- Wladimir Kramnik (1), geteilter Blindschachsieger
- Viswanathan Anand (2)
- Wesselin Topalow (3), geteilter Blindschachsieger
- Alexander Morosewitsch (4), geteilter Blindschachsieger
- Şəhriyar Məmmədyarov (6)
- Péter Lékó (8)
- Wassyl Iwantschuk (9)
- Lewon Aronjan (10), Schnellschach- und Gesamtsieger, geteilter Blindschachsieger
- Boris Gelfand (11)
- Magnus Carlsen (13)
- Serhij Karjakin (14)
- Loek van Wely (35)

### 18. Amber 2009
ausgetragen vom 14. bis 26. März 2009
(damalige Weltranglistenposition in Klammern)
- Wesselin Topalow (1)
- Viswanathan Anand (2), geteilter Schnellschachsieger
- Wassyl Iwantschuk (3)
- Magnus Carlsen (4), geteilter Blindschachsieger
- Alexander Morosewitsch (5)
- Teymur Rəcəbov (6)
- Wladimir Kramnik (8), geteilter Blindschachsieger
- Péter Lékó (9)
- Lewon Aronjan (11), Gesamtsieger, geteilter Blind- und Schnellschachsieger
- Wang Yue (13)
- Gata Kamsky (17), geteilter Schnellschachsieger
- Serhij Karjakin (27)

### 19. Amber 2010
ausgetragen vom 13. bis 25. März 2010
(Weltranglistenposition in Klammern)
- Magnus Carlsen (1), geteilter Gesamtsieger und geteilter Schnellschachsieger
- Wladimir Kramnik (3)
- Lewon Aronjan (5)
- Alexander Grischtschuk (7), Blindschachsieger
- Peter Swidler (8)
- Boris Gelfand (9)
- Wassyl Iwantschuk (11), geteilter Gesamtsieger und geteilter Schnellschachsieger
- Wugar Gaschimow (12)
- Ruslan Ponomarjow (15)
- Serhij Karjakin (21)
- Leinier Domínguez (27)
- Jan Smeets (87)

Ursprünglich war Alexander Morosewitsch als Teilnehmer vorgesehen, er wurde nach einer kurzfristigen Absage durch Alexander Grischtschuk ersetzt. Der Preisfonds des Turniers betrug 216.000 Euro.

### 20. Amber 2011
ausgetragen vom 11. bis 24. März 2011
(Weltranglistenposition in Klammern)
- Viswanathan Anand (1)
- Magnus Carlsen (2), Schnellschachsieger
- Levon Aronian (3), Blindschachsieger und Gesamtsieger
- Vladimir Kramnik (4)
- Vasily Ivanchuk (5)
- Sergey Karjakin (6)
- Veselin Topalov (7)
- Hikaru Nakamura (8)
- Alexander Grischtschuk (10)
- Vugar Gashimov (11)
- Boris Gelfand (16)
- Anish Giri (43)

Der Preisfonds des Turniers betrug 227.000 Euro.

## Turnierbücher
- Melody Amber Rapid Chess Tournament, Schaaknieuws, ISBN 90-73216-08-7.
- Guido den Broeder und Fred van der Vliet: Second Amber Rapid and Blindfold Chess Tournament, Magnana Mu Publishing & Research, ISBN 90-5518-103-X.
- Guido den Broeder und John van der Wiel: Third Amber Rapid and Blindfold Chess Tournament, Magnana Mu Publishing & Research, ISBN 90-5518-104-8.
- Guido den Broeder und John van der Wiel: Fourth Amber Rapid and Blindfold Chess Tournament, Magnana Mu Publishing & Research, ISBN 90-5518-105-6.
- Guido den Broeder und John Nunn: Fifth Amber Rapid and Blindfold Chess Tournament, Magnana Mu Publishing & Research, ISBN 90-5518-106-4.
- Dagobert Kohlmeyer und John Nunn: Chess Roulette in Monte Carlo. 6th Amber Chess Tournament, Bock & Kübler, 1997, ISBN 3-86155-085-7.
- Dagobert Kohlmeyer und John Nunn, Chess Rallye in Monte Carlo 98. 7th Amber Chess Tournament, Bock & Kübler, 1998, ISBN 3-86155-094-6.

## Partien vom Amber Turnier
- Iwantschuk - Kramnik, Amber 2002, Blindpartie
- Kramnik - Topalov, Amber 2003, Blindpartie